# Fülep Lajos

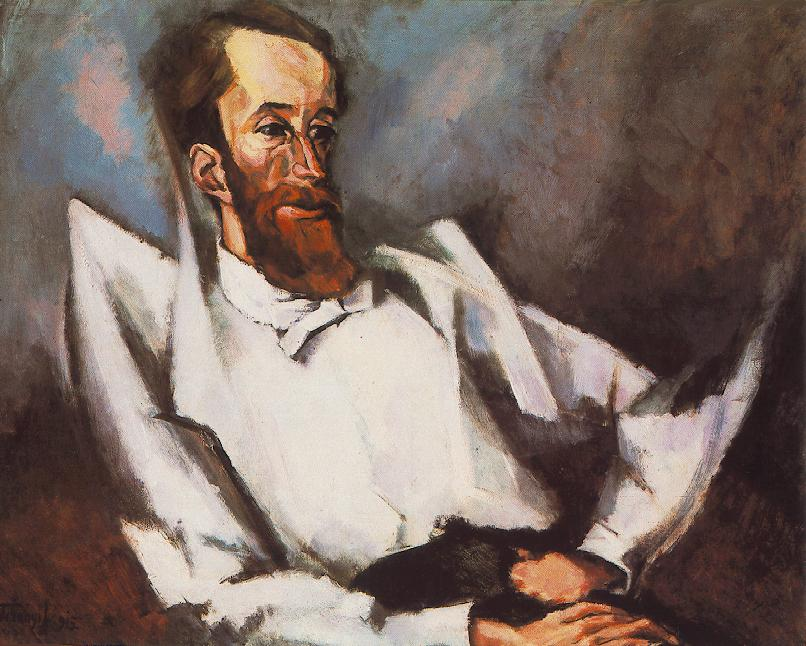
Tihanyi Lajos: Fülep Lajos portréja. Magyar Nemzeti Galéria.

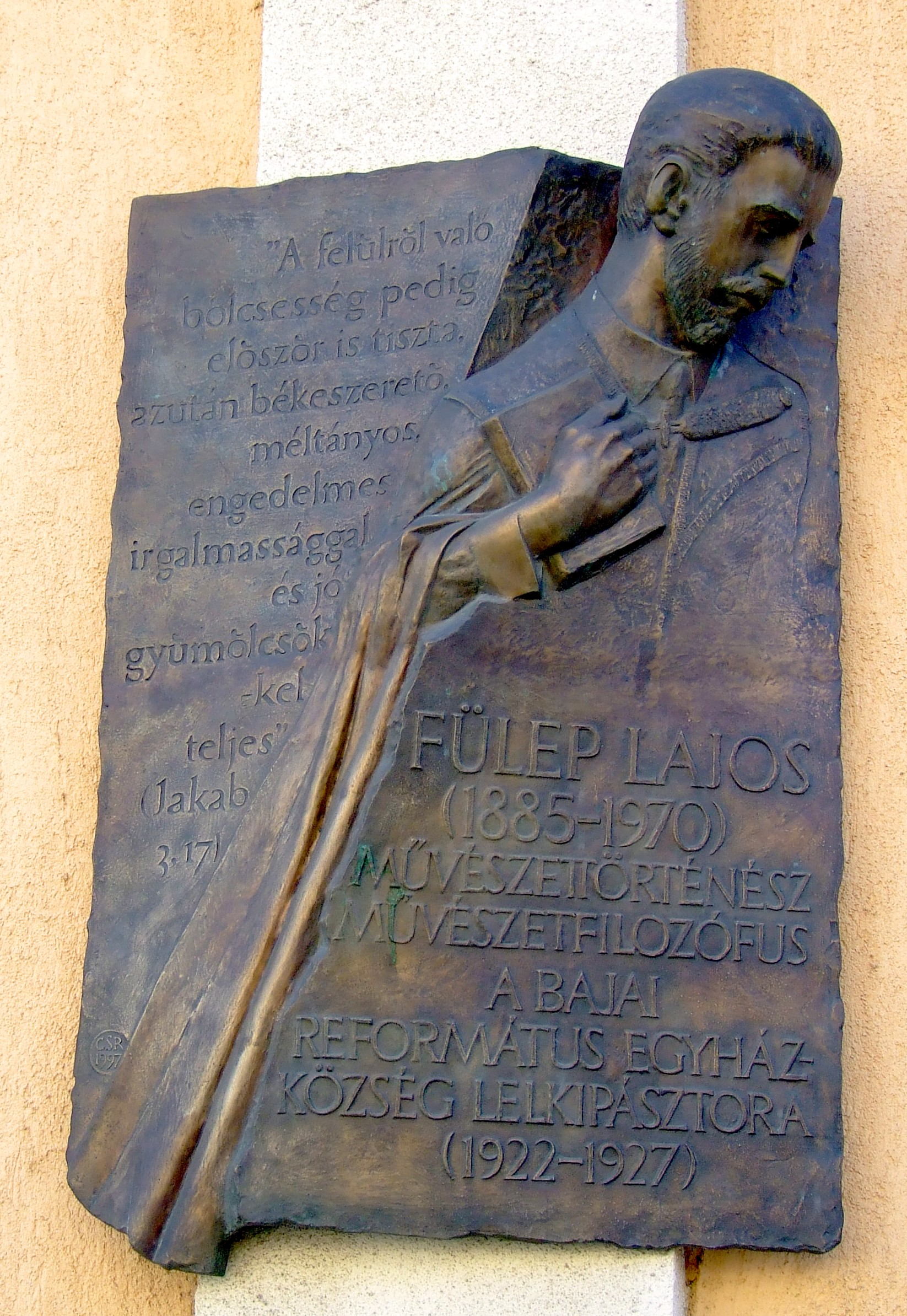
Emléktáblája a Bajai református templom falán. Csíkszentmihályi Róbert alkotása (1997)

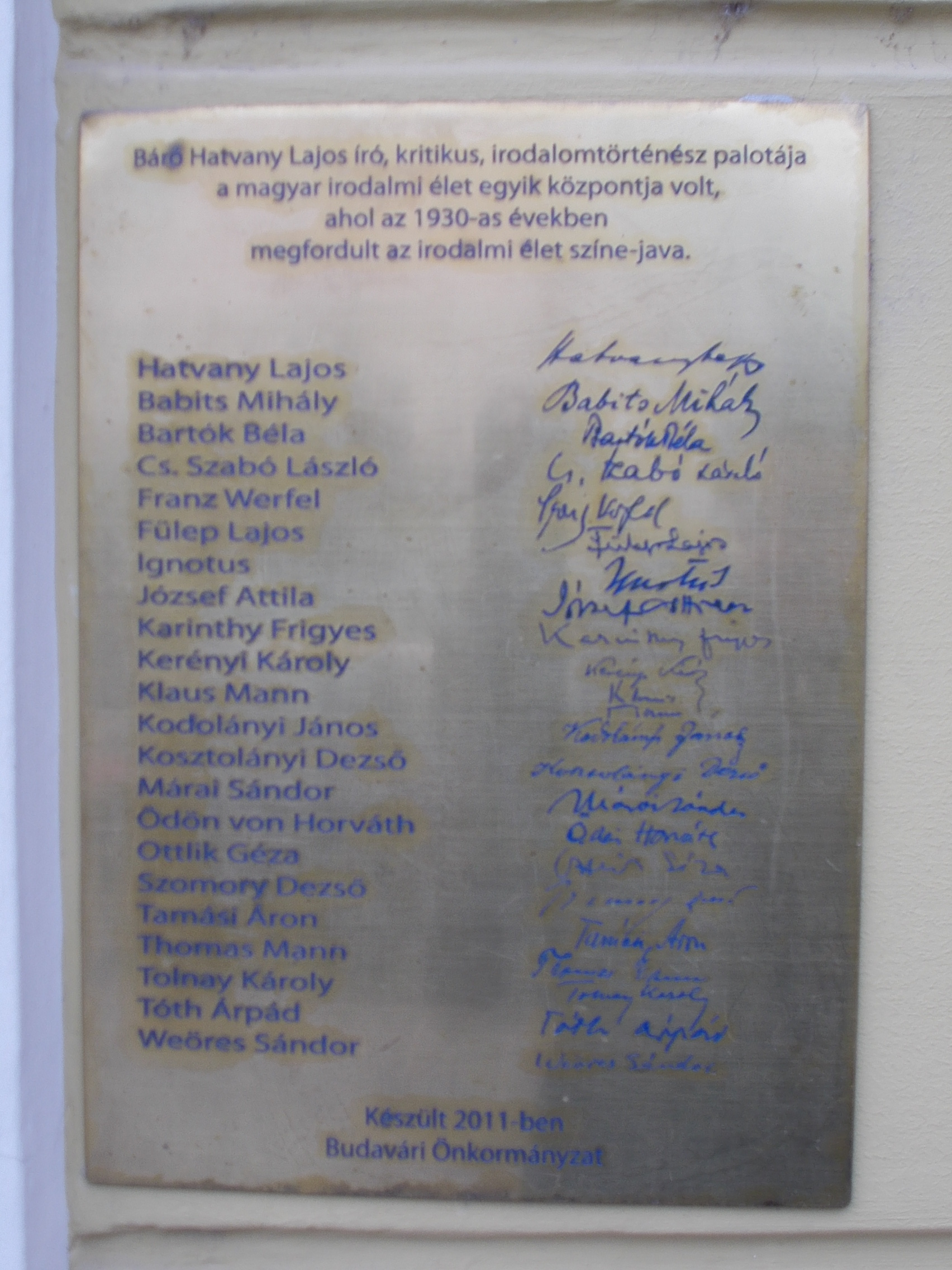
Fülep Lajos neve a 6-ik, saját kezű aláírásával. Báró Hatvany Lajos palotája, emléktábla, Bécsi kapu tér 7. (2011)

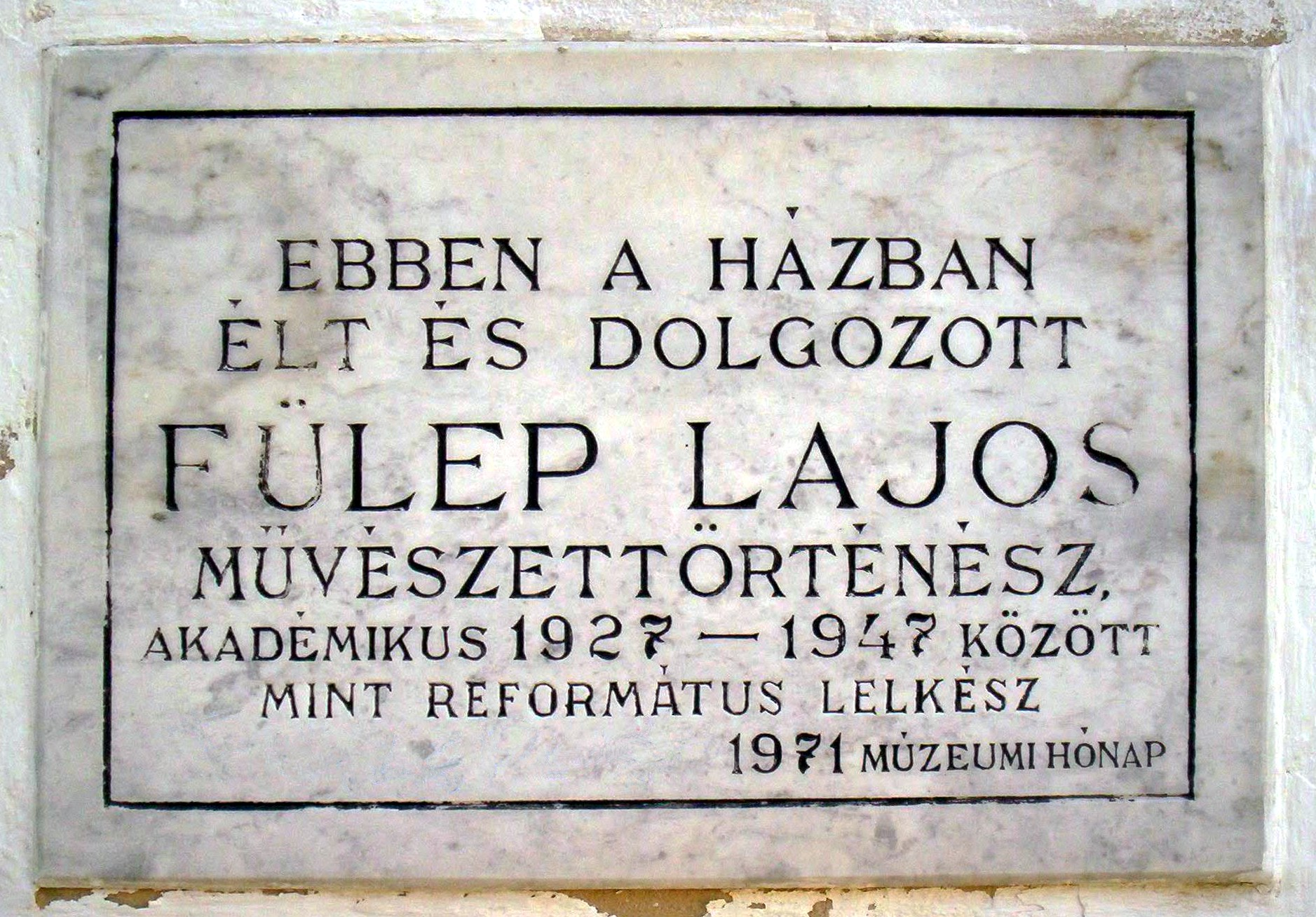
Emléktábla a zengővárkonyi református paplak kerítésének falán (1971)

Fülep Lajos (Budapest, 1885. január 23. – Budapest, Józsefváros, 1970. október 7.) Kossuth-díjas magyar művészettörténész, művészetfilozófus, református lelkész, egyetemi tanár, a Magyar Tudományos Akadémia levelező tagja.

## Fiatalkora és olaszországi élete
Fülep György állatorvos és Sándor Róza fiaként született. Gyermekkorát és iskoláit vidéken, Nagybecskereken végezte. Ezután került vissza Budapestre, és itt is kezdte el egyetemi tanulmányait. Közben nyomdai korrektorként, majd újságíróként dolgozott a Hazánk (1902–05), illetve az Ország (1905–06) című lapoknál. Emellett publicisztikákat, színházi és egyéb művészeti kritikákat jelentett meg a Népszava, a Magyar Szemle, A Hét, valamint a Szerda című lapoknál, melyekkel hírnevet szerzett magának. Erre az időszakra tehető Ady Endrével kezdődő barátsága is (Fülep korán nagy jelentőségű költőnek tartotta Adyt). 
1904-ben, illetve 1906-ban tanulmányutat tett Párizsban, majd 1907-től állami ösztöndíjjal Firenzében tanult. Itt kisebb megszakításokkal 1913-ig élt (az egyik megszakítás 1912-ben volt, amikor Budapesten egyetemi doktorátust szerzett). Firenzében megismerkedett a reneszánsz művészettel, illetve Assisi Szent Ferenc gondolataival, melynek hatására az addig anarchista gondolkodóként számon tartott Fülep megtért. Firenzei időszakára tehető a két számot megért és Lukács Györggyel közösen megjelentetett A Szellem című filozófiai folyóirat is. 1913-ban rövid időre Rómába költözött, majd 1914-ben hazatért.

## Hazatérésétől haláláig
Hazatérése után közigazgatási szolgálatba lépett (a fővárosi szociálpolitikai osztály művészeti referense lett). Emellett középiskolában is tanított. Itteni egyik híres tanítványa Tolnay Károly volt. 1914-től rendszeres résztvevője volt a Lukács György és Balázs Béla vezette Vasárnapi Kör ülésein, melyből 1917-ben kialakult a Szellemi Tudományok Szabadiskolája, ahol Fülep is tartott előadásokat. Ebben az időszakban már a Nyugatnak is írt. 1916-ban beiratkozott a Budapesti Református Teológiai Akadémiára, ahol 1918-ban szerzett lelkészi képesítést. Az őszirózsás forradalom idején külszolgálatot teljesített, a fiumei tisztviselők ügyével foglalkozott. Károlyi Mihály egyetemi tanárrá kívánta kinevezni, de erre már csak a Tanácsköztársaság idejére került sor 1919 májusában a budapesti egyetem olasz tanszékére. 
A Tanácsköztársaság bukása után előbb Olaszországban szerkesztett politikai lapot, majd önkéntes száműzetésbe vonult és vidékre költözött, ahol különböző településeken szolgált református lelkészként. Állomáshelyei Medina (1920–1921), Dombóvár (1921–1922), Baja (1922–1927) és Zengővárkony (1927–1947) voltak. Ebben az időszakban is résztvevője a kulturális életnek, az 1930-as években a pécsi egyetem tanára volt, művészetfilozófiát, esztétikát és olasz irodalmat tanított. Itt kezdődött el barátsága Weöres Sándorral. 1930-ban Baumgarten-díjban részesült. 1934-ben Gulyás Pállal és Németh Lászlóval közösen elindította a Válasz című lapot, de felfogásbeli különbségek miatt korán kivált a laptól.
1946-ban kinevezték a Pázmány Péter Tudományegyetem olasz tanszékének egyetemi tanárává, majd egy évre rá visszaköltözött Budapestre, ahol az Eötvös Collegium egyik oktatója is lett. 1948-ban megválasztották a Magyar Tudományos Akadémia levelező tagjává. Bár a hivatalos kommunista kultúrpolitikához nem idomult, kora és Lukács Györggyel való barátsága védettséget nyújtott neki. Ekkor elsősorban oktatási és tudományszervezési 1951-ben az Eötvös Loránd Tudományegyetem művészettörténet tanszékének vezetőjévé nevezték ki, mely tisztségét tíz éven át viselt. 1957-ben Kossuth-díjjal tüntették ki. Egyetemi munkássága alatt a Művészettörténeti Értesítő és az Acta Historiae Artium című szakfolyóiratok főszerkesztője volt 1960-ig. Élete utolsó éveiben visszavonultan élt, csonkán maradt művészetfilozófiai monográfiáján dolgozott.

## Családja
1913-ban vette feleségül Erdős Renée írónőt, két gyermekük született: Veronika (1915-ben, elhunyt 1950-ben) és Kornélia (1918-ban). 1918-ban elváltak.

## Tudományos és filozófiai munkássága
Munkásságának elején művészetfilozófiai tekintetben az emlékezés platonikus kategóriáját állította középpontba Henri Bergson, illetve Immanuel Kant alapján. Ennek gyakorlati kudarcát látva elvetette a gondolatkört és új, dinamikus jellegű létesítőerő keresésére összpontosított, melyet a világnézet fogalmában vélt felfedezni. Ez a művészettörténet szellemtörténetté minősítése volt, mellyel megelőzte a Bécsi Iskolát. Erre az időszakra tehető Friedrich Nietzsche A tragédia születése című művének lefordítása is. Ehhez a fordításhoz egy kötetnyi terjedelmű kísérőtanulmányt is készített Nietzsche munkásságáról. Későbbi írásaiban a magyarság nemzeti felemelkedését helyezi középpontba. Lelkészi szolgálata alatt írt az akkoriban szokásos „egykézés” (csak egy gyermek világrahozatala) problémájáról, mellyel később többek között Kodolányi János és Bajcsy-Zsilinszky Endre is foglalkozott. Fő műve az 1923-ban megjelent Magyar művészet című könyv, melyben azt vizsgálta, hogy mik a művészetben a sajátos, magyar vonások. Felfogása szerint az egyetemes kultúrába egy nép csak nemzeti kultúrája, művészete útján illeszkedhet be.

## Emlékezete
Összegyűjtött munkáit 1971-ben, 1974-ben, valamint 1988-ban adták ki. Kéziratait az MTA Könyvtára őrzi. Levelezéseit 1990 és 1998 között adták ki. Kner Imrével folytatott levelezését külön kötetben jelentették meg 1990-ben. Pécsett, illetve Pécsváradon utcát neveztek el róla. Két díjat is neveztek el róla: az egyiket 1991 óta osztják ki az Eötvös Loránd Tudományegyetem egy művészettörténet szakos hallgatója számára, mely ösztöndíjjal párosul, a másik a Soros Alapítvány művészettörténeti kutatói díja. Fülep bibliográfiáját először Komárik Dénes gyűjtötte össze és adta ki. Életéről 2010-ben készült dokumentumfilm Kisfaludy András rendezésében.

## Főbb munkái
- Az emlékezés a művészi alkotásban (1911)
- Mai vallásos művészet (1914)
- Donatello problémája (1916)
- Művészet és világnézet (1916–1918; 1923)
- Magyar művészet (1923)
- A magyarországi művészet története, 1-2.; 2. jav. kiad.; Képzőművészeti Alap, Bp., 1961–1962
- Magyar művészet; Corvina, Bp., 1971 (A művészettörténet forrásai)
- A magyarországi művészet története, 1-2.; főszerk. Fülep Lajos, szerk. Dercsényi Dezső, Zádor Anna; 5. átdolg. kiad.; Corvina, Bp., 1973
- A művészet forradalmától a nagy forradalomig. Cikkek, tanulmányok, 1-2.; vál., szerk., jegyz., bibliogr., névmutató Timár Árpád, bev. Tőkei Ferenc; Magvető, Bp., 1974
- Rippl-Rónai-Csontváry-Derkovits; Magvető, Bp., 1975 (Gyorsuló idő)
- Művészet és világnézet. Cikkek, tanulmányok. 1920–1970; vál., szerk., jegyz., bibliográfia, névmutató Tímár Árpád; Magvető, Bp., 1976
- Európai művészet és magyar művészet; bev. Katona Ádám; Kriterion, Bukarest, 1979 (Téka)
- A magyarság pusztulása; előszó, jegyz. Szigethy Gábor; Magvető, Bp., 1984 (Gondolkodó magyarok)
- Egybegyűjtött írások. Cikkek, tanulmányok 1902–1908 (összegyűjtött munkák, 1988)
- Fülep Lajos és Kner Imre levelezése; összeáll., bev., jegyz. Sümegi György, szöveggond. Kőhegyi Mihály, szerk. Erdész Ádám; Békés Megyei Levéltár, Gyula, 1990 (Forráskiadványok a Békés Megyei Levéltárból)
- Fülep Lajos levelei Elek Artúrhoz; szöveggond., bev., jegyz. Fülep Katalin; OSZK, Bp., 1990
- Fülep Lajos levelezése, 1904–1970, 1-7.; szerk., jegyz., mutatók F. Csanak Dóra; MTA Művészettörténeti Kutató Csoport Bp., 1990–2007

- Németh Ferenc: A Fülep család Becskereken. Monográfia; Fülep Jenő György és Fülep Lajos írásait vál. Bori Imre; Forum, Újvidék, 1997
- Európai művészet és magyar művészet; bev. Katona Ádám; Kriterion, Bukarest–Kolozsvár, 2001 (Téka)
- Egybegyűjtött írások, 1902–1950, 1-4.; szerk., jegyz., Tímár Árpád; MTA Művészettörténeti Kutatóintézet Bp., 1988–2017

## Díjai, elismerései
- Baumgarten-díj (1930)
- Kossuth-díj (1957)
- Magyar Örökség díj (2001) /posztumusz/